# Sněmovna magnátů
Sněmovna velmožů, či Sněmovna magnátů (maďarsky Főrendiház) byla horní komora Zemského sněmu Uherského království v letech 1867–1918 a následně také v letech 1927–1945.
Dnešní maďarský parlament (Národní shromáždění) je jednokomorový a schází se v dolní sněmovně, zatímco někdejší horní sněmovna slouží jako konferenční a mítinkový sál a take jako turistická zajímavost.

## Historie
Byla tvořena dědičnými členy vysoké maďarské šlechty, církevními hodnostáři a zástupci autonomních regionů, v jejichž čele stál palatin. Počet členů nebyl přesně stanoven. V roce 1904 měla následující složení:
- Velkoknížata královského domu: 16
- Dědiční šlechtici, kteří odvádějí alespoň 3000 zlatých z majetku ročně: 237
- Vysocí hodnostáři katolických a pravoslavných církví: 42
- Zástupci protestantských vyznání: 13
- Panovníkem doživotně jmenovaní šlechtici (do 50 let) a parlamentem doživotně volení šlechtici: 73
- Státní hodnostáři a vrchní soudci: 19
- Zástupci Chorvatska a Slavonie: 3

## Budova
Sněmovna uherského parlamentu byla navržena na základě symbolických prvků a významných historických a politických odkazech. Při pohledu od Dunaje jsou patrné budovy obou sněmoven, po stranách kupole zakončené věžičkami. Ty evokují vzpomínku na dvoukomorový parlament, z doby výstavby budovy.
Obě části jsou co do velikosti a tvaru zcela identické, což symbolizuje rovnost mezi zástupci obou komor sněmovny. Kupole, tyčící se mezi nimi, značí jednotu práva a také místo, kde se obě komory setkávají.

## Galerie

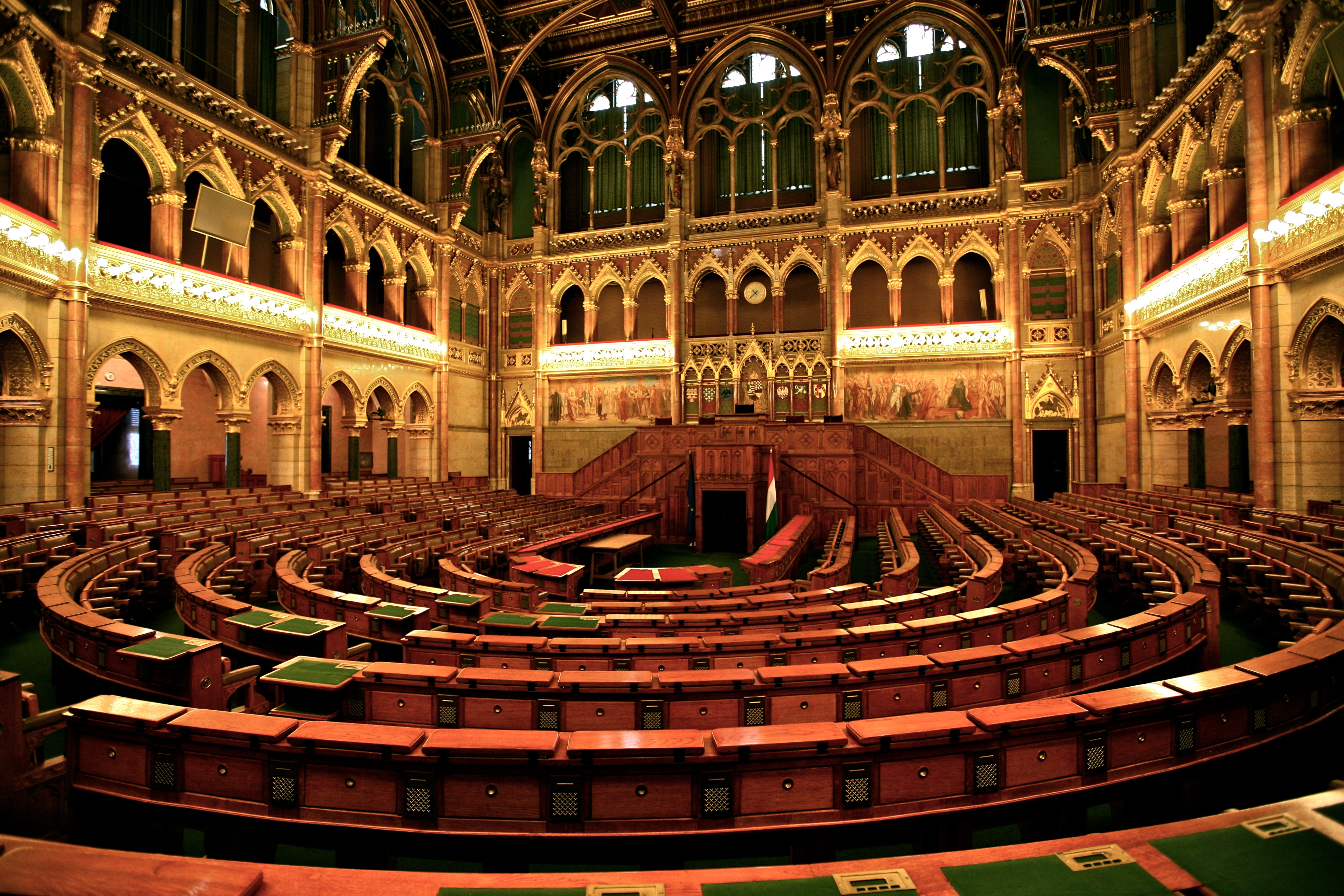
Sál Sněmovny magnátů
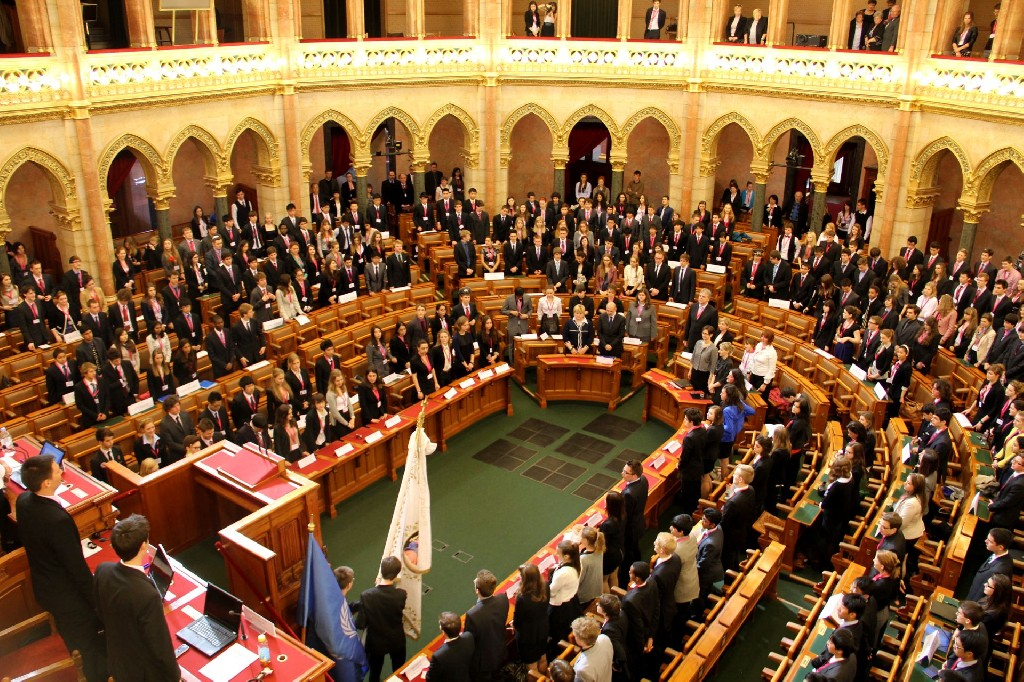
Konference OSN v zasedacím sále Sněmovny magnátů v roce 2012. Někdejší horní sněmovna slouží jako konferenční a mítinkový sál.